# 穆恩德戈德
穆恩德戈德（Mundgod），是印度卡纳塔克邦Uttara Kannada县的一个城镇。总人口16171（2001年）。

## 人口
该地2001年总人口16171人，其中男性8327人，女性7844人；0—6岁人口2383人，其中男1229人，女1154人；识字率67.26%，其中男性为72.56%，女性为61.63%。